# San José de La Montaña
San José de La Montaña – miasto w Kolumbii, w departamencie Antioquia.